# Lappfela
Lappfela eller lappyxne (Platanthera obtusata oligantha) är en liten orkidé som ingår i släktet nattvioler och som i Sverige har sin enda växtplats i Abisko nationalpark. Arten har små oansenliga doftlösa blommor. Blommornas färg är grönvit.  Blommorna sitter på små ca 10 cm höga stjälkar med 2–10 blommor per stjälk.  Stjälkarna kan i ovanliga fall bli upp till 35 cm höga med upp till 15 blommor.  Arten pollineras huvudsakligen av myggor.
Arten återfinns förutom i Sverige också i Norge, Finland, Siberien och Östra Ryssland.
Lappfelan är, likt övriga orkidéer, fridlyst i Sverige. Den är trots detta hotad av illegal insamling till privata samlingar.  Den hotas också av exploatering för turism.
Det finns två underarter av Platanthera obtusata :
- Platanthera obtusata oligantha:  Svensk Lappfela
- Platanthera obtusata obtusata:  Som lever i norra USA och Kanada.  Denna art kallas blunt-leaved orchid eller small northern bog orchid